# Святослав (князь липовичский)
Святослав (уб.1290) — князь липовичский, потомок рыльского князя Мстислава Святославича.
В 1283/1289 году Святослав вместе с Олегом, князем рыльским и воргольским, начал войну против Ахмата, курского баскака. В 1284 году (или позже) темник Ногай послал армию, разорившую княжество.
В следующем году Святослав убил посла Ахмата, после чего недовольный этим Олег вступил в союз с татарами и начал войну против бывшего союзника. В результате Святослав погиб, а князем стал его брат Александр. В отмщение за смерть брата, Александр убил Олега вместе с двумя его сыновьями.